# Смирнов, Сергей Олегович
Сергей Олегович Смирнов (21 апреля 1965, Владимир — 4 октября 1993, Москва) — гвардии капитан Вооружённых Сил Российской Федерации, участник разгона Верховного Совета России, Герой Российской Федерации (1993).

## Биография
Сергей Смирнов родился 21 апреля 1965 года во Владимире. Окончил Рязанское военное воздушно-десантное командное училище. Служил в 119-м парашютно-десантном полку 106-й гвардейской воздушно-десантной дивизии в Наро-Фоминске, к октябрю 1993 года в звании гвардии капитана командовал 5-й ротой 2-го батальона.
4 октября 1993 года у Белого Дома Смирнов получил тяжёлые ранения в живот и грудь из крупнокалиберного пулемёта очередью, которая была выпущена из Белого дома. От полученных ранений он вскоре скончался. 

Могила на Улыбышевском кладбище

Похоронен на Улыбышевском кладбище Владимира.
Указом Президента Российской Федерации от 7 октября 1993 года № 1605 за «мужество и героизм, проявленные при выполнении специального задания» гвардии капитан Сергей Смирнов посмертно был удостоен высокого звания Героя Российской Федерации.